# Kitty Pryde
Katherine "Kitty" Anne Pryde è un personaggio dei fumetti Marvel Comics creato da Chris Claremont (testi) e John Byrne (disegni). Apparve per la prima volta in Uncanny X-Men n. 129 (gennaio 1980). Kitty è una mutante che possiede il potere dell'intangibilità, cioè l'abilità di attraversare qualunque oggetto solido e mandarlo in cortocircuito se si tratta di un apparecchio elettronico. 
In quanto mutante più giovane mai unitasi agli X-Men (poco più di quattordici anni) Kitty ha inizialmente rivestito il ruolo di figlia surrogata per i membri più anziani del gruppo (in particolare per Tempesta e Wolverine). Con alle spalle un passato da normale adolescente qualunque prima di entrare a far parte del mondo mutante, costituì inoltre un personaggio ideale in cui immedesimarsi per i giovani lettori del fumetto, crescendo con loro attraverso un vero e proprio racconto di formazione, che l'ha portata da ragazzina fragile e tormentata a giovane donna forte e sicura di sé. Testimone di questo lungo cambiamento, sono poi i diversi nomi in codice attraverso cui Kitty è passata nel corso dei suoi anni editoriali: da Sprite ad Ariel fino a Shadowcat, identità più famosa e iconica del personaggio.

## Biografia del personaggio

### Origini
Kitty Pryde, ebrea di nascita, venne al mondo nella cittadina di Deerfield, Illinois. Già all'età di tredici anni cominciò ad avvertire le avvisaglie della manifestazione del suo potere mutante, che si esprimevano in violenti attacchi di emicranie. Fu in quel periodo che venne avvicinata sia dal professor Xavier, che da Emma Frost, allora Regina Bianca del Club infernale. Subito decise di iscriversi alla scuola Xavier rifiutando l'idea di associarsi all'Accademia di Emma per le sensazioni negative che la donna le ispirava. Durante il loro primo incontro, strinse una forte amicizia con la X-Woman Tempesta, arrivando quasi ad associare la sua figura a quella materna. Ma l'attacco di mercenari corazzati appartenenti al Club, mise fine a questo breve idillio. Gli X-men furono catturati e trasportati nella loro sede più vicina, dove Emma Frost li tenne prigionieri fino a quando con l'aiuto di Kitty, Ciclope, Fenice, Nightcrawler e Dazzler non riuscirono a liberare i loro compagni. Lo scontro era però durato parecchio tempo ed i genitori di Kitty preoccupati per la sua sorte erano alquanto titubanti circa la possibilità di iscrivere la figlia alla scuola di Xavier, dopo che questi l'aveva riportata da loro. Tuttavia, l'intervento telepatico di Fenice, che cancellò i ricordi relativi al piccolo incidente, fece in modo che Kitty potesse iscriversi senza problemi e con la benedizione paterna. La ragazza divenne così la più giovane mutante ad aver mai messo piede allo Xavier Institute e fra gli X-Men.

### X-Men
Durante l'adolescenza, Kitty allacciò diverse amicizie all'interno dello Xavier Institute: ebbe la sua prima infatuazione per l'X-Man Colosso, più grande di lei, e divenne la migliore amica della sorella di lui, Illyana; dopo aver superato il suo iniziale timore per i mutanti con fisicità diversa da quella umana, divenne una delle migliori amiche di Nightcrawler, e strinse amicizia con il drago alieno Lockheed, dopo che questi l'aveva seguita sulla Terra al rientro da una missione nello spazio profondo. Riuscì anche a conquistarsi l'amicizia di Wolverine, che divenne quasi un mentore per lei, a dispetto del suo caratteraccio. E per confermare la prima impressione avuta con Tempesta, le due divennero grandi amiche e la donna cominciò a considerare Kitty come la sorella che non aveva mai avuto. La ragazza divenne anche membro dei Nuovi Mutanti, un gruppo di giovani creatosi quando lei e gli altri erano in viaggio nello spazio. Kitty pregò il professore affinché non fosse rimossa dagli X-Men giustificando tale decisione con il fatto che la sua intelligenza e maturità la rendevano più che idonea a rimanere nel gruppo principale. In questo periodo cominciò anche a frequentare Colosso, ma la loro stretta amicizia non ebbe modo di evolversi in qualcos'altro per motivi legali. L'allora editore in capo della Marvel Jim Shooter disapprovò l'idea che un ragazzo di diciannove anni frequentasse una minorenne, poiché la loro relazione poteva essere vista in molti paesi come reato di abuso di minore. Durante la maxi-saga Guerre Segrete, Colosso cominciò una relazione con la guaritrice aliena Zsaji terminata con la morte della donna. Di ritorno sulla Terra, confessò a Kitty i propri sentimenti per l'aliena e ciò mise fine alla loro amicizia (almeno per il momento), lasciando la giovane con il cuore spezzato. Poco più tardi, Kitty conobbe Doug Ramsey, mutante capace di parlare qualsiasi lingua dell'universo. I due divennero sempre più vicini, ma i sentimenti che lui provava per Kitty non furono mai totalmente ricambiati dalla ragazza, che provò un gran dispiacere per la morte di Doug.

### Ogun & Shadowcat
Nella miniserie Kitty Pryde and Wolverine del 1985, Kitty è posseduta dal demone ninja Ogun, che la costringe ad allenarsi in tutte le discipline delle arti marziali. La ragazza riesce a tenere testa allo spirito, e con l'aiuto di Wolverine riesce ad esorcizzarlo. Dopo questa vicenda i due rafforzano il loro legame d'amicizia e quando torna negli X-Men Kitty non è più la giovane innocente che ricordavano. In seguito a questa avventura adottò ufficialmente il nome in codice di Shadowcat, in uso ancora oggi. A partire da questo momento inizia anche lo stretto rapporto d'amicizia tra lei e Wolverine, che diverrà suo mentore e figura paterna.

### Problemi d'intangibilità
Durante il massacro dei Morlocks, Kitty venne ridotta così male da Harpoon, da non riuscire più a tornare tangibile. Fu portata sull'isola Muir, dove la dottoressa Moira MacTaggert cercò di trovare un modo per farla tornare solida prima che il suo stato di intangibilità divenisse perenne e le sue molecole scomparissero nel nulla. Quando anche i test di Moira si rivelarono inutili, per Kitty non c'era più nulla da fare: le sue molecole si erano adattate alla condizione di intangibilità e per tornare solida, la giovane doveva esercitare un controllo sulla propria volontà. Per invertire questo processo gli X-Men chiesero aiuto a Mr. Fantastic dei Fantastici Quattro, ma questi per una serie di problemi personali e professionali non fu in grado di aiutarli. Si rivolsero allora al dottor Destino, ma prima che potessero esporgli il problema, intervennero i Fantastici Quattro, che risolti i loro problemi personali erano pronti a dare una mano ai mutanti. Spronato da Lockheed, affezionatissimo alla sua padroncina, Kitty venne "curata" misteriosamente dal piccolo Franklin Richards e da allora in poi non ebbe quasi mai problemi con i propri poteri.

### Excalibur
Pensando che gli X-Men in carica fossero morti a seguito della battaglia contro l'Adversary, Kitty e Nightcrawler si unirono a Marvel Girl, Capitan Bretagna e Meggan per formare Excalibur, team mutante con base in Europa. Durante il suo periodo europeo, Kitty conobbe lo scienziato Alistaire Stuart, e sviluppò nei suoi confronti un'attrazione non ricambiata, in quanto l'uomo sembrava più interessato alla sua amica Rachel. Più tardi cominciò una relazione ed ebbe il suo primo rapporto sessuale con l'agente della Black Air Pete Wisdom, di molto più grande di lei, ma i due si lasciarono poco prima che Excalibur venisse chiusa. Di ritorno in America, lei, Nightcrawler e Colosso (aggiuntosi in seguito ad Excalibur), affrontarono un gruppo di impostori e salvarono il professor Xavier. Durante i sei mesi di vacanza che la ragazza prese, visitò Genosha ed al ritorno tagliò i suoi capelli e cominciò a comportarsi in modo più aggressivo ed estroverso nei confronti dei suoi compagni di squadra. Durante i combattimenti cominciò anche ad utilizzare uno dei bracciali artigliati di Wolverine. Questi cambiamenti sono probabilmente connessi con la sua visita a Genosha, sulla quale in quel periodo viveva suo padre. Rimase con gli X-Men fino alla morte apparente di Colosso, del quale sparse le ceneri al vento nel suo viaggio in Russia. Cercando di vivere una vita normale, Kitty s'iscrisse alla University of Chicago. In questo periodo suo padre venne ucciso assieme ad altre migliaia di persone dalle Mega Sentinelle di Cassandra Nova e lei venne rapita dal reverendo William Stryker, che la tenne prigioniera per un breve periodo prima che gli X-Treme X-Men di Tempesta la salvassero. Dopo aver aiutato il team in alcune missioni, entrò in possesso (dopo averli rubati forse) dei Diari di Destiny.

### Breakworld
Durante la gestione di Joss Whedon e John Cassaday della collana Astonishing X-Men, Kitty viene invitata a riunirsi agli X-Men, ma manifesta alcune riserve a lavorare assieme ad Emma Frost visto il loro comune passato. Proprio a causa della scarsa fiducia che Kitty ripone in Emma, la donna l'ha scelta come membro della nuova squadra, il fatto che Kitty si ricordi ancora ciò che successe la prima volta che si incontrarono fa di lei un'ottima garante della sua buona condotta. 
Durante la prima missione del team composto dalla stessa Shadowcat, Emma, Ciclope, Wolverine e Bestia alla Benetech, industria farmaceutica che ha creato una cura per il gene mutante, Kitty scopre che Colosso è ancora vivo, e che in realtà non è mai morto, bensì rinchiuso in quei laboratori per testare su di lui il vaccino che dovrà liberare i mutanti dalla loro malattia. Dopo una iniziale diffidenza, Kitty riesuma i sentimenti amorosi provati in passato per Peter ed i due cominciano a riavvicinarsi. 
Durante la storyline Accecati dalla luce (Blinded by the Light), Kitty e Peter rimangono allo Xavier Institute per sorvegliare i New X-Men. Mentre fanno la ronda vengono attaccati da Exodus e dai suoi Accoliti accorsi alla scuola per uccidere la giovane Blindfold (che si era in precedenza suicidata con l'aiuto di Elixir). Il vero scopo della loro visita viene presto rivelato: sono alla ricerca dei Diari di Destiny in possesso di Kitty, e non esitano a torturarla per scoprire dove si trovano gli originali. La storia si conclude con uno scontro fra i Marauders di Sinistro e gli X-Men Cannonball e Uomo Ghiaccio per il possesso dei Diari, che vengono in ultimo distrutti da Gambit. 
Nell'arco di storie intitolato Lacerati, l'ultima incarnazione del Club infernale composto da Emma Frost, Cassandra Nova, Testata Mutante Negasonica, Sebastian Shaw e Perfezione (versione più giovane di Emma ai tempi in cui era Regina Bianca) attacca lo Xavier Institute per riuscire a liberare il corpo dell'alieno Stuff nel quale è rinchiusa la psiche di Cassandra. Uno a uno tutti gli X-Men vengono messi fuori gioco e Kitty, dopo aver per la prima volta fatto sesso con Peter ed essersi dichiarati a vicenda i propri sentimenti, viene plagiata da Emma a liberare Cassandra dalla sua prigione. Poco dopo, la psiche di Nova viene trasferita nel corpo di Hisako Ichiki (non si sa se il trasferimento sia o no riuscito) e prima che Kitty uccida Emma, Ciclope interviene per spiegare ciò che davvero era accaduto: la psiche di Cassandra aveva plagiato quella di Emma facendo leva sul suo senso di colpa per essere sopravvissuta a Genosha, e creando dei fantocci psionici, i nuovi membri del Club infernale, Nova è riuscita a fuggire. Non c'è però altro tempo per le spiegazioni perché i nostri vengono improvvisamente teletrasportati a bordo di un'astronave dello S.W.O.R.D. diretta verso Breakworld. 
In viaggio per il pianeta, l'agente a capo della missione, Abigail Brand, fornisce loro gli ultimi resoconti: secondo i veggenti di Breakworld, l'X-Man Colosso è destinato a distruggere il loro mondo e per tutta risposta essi hanno preparato un missile puntato verso la Terra con lo scopo di farla saltare in aria. Giunti sul pianeta dopo molte peripezie i team si dividono per poi ricongiungersi dopo la morte e resurrezione di Ciclope. Riescono a catturare il reggente del pianeta e Kitty, separandosi da Peter, raggiunge il missile pronto per partire. Con l'intento di disinnescarlo penetra al suo interno, ma il metallo tossico di cui è composto le fa perdere i sensi. Pochi secondi dopo, il missile parte diretto alla volta della Terra con al suo interno Kitty. Sulla Terra nel frattempo i più grandi eroi e scienziati di fama mondiale vengono convocati all'interno del Vertice, stazione spaziale e base dello S.W.O.R.D. dove dovranno mettere a punto un piano di salvataggio del mondo. Anche se vari personaggi come il Dr. Strange, Mr. Fantastic o Spider-Man sembrano aver ottenuto il successo nell'impresa, la protezione magica del missile fa sprofondare tutti all'interno di fantasie che li vedono salvare la Terra dal missile. Su Breakworld intanto, Colosso scopre i veri piani di Aghanne e smaschera la sua congiura per fare in modo di distruggere il mondo, mentre Wolverine convince Krunn a collaborare e l'agente Brand rivela a Bestia di essere una mezza aliena, oltre che fortemente attratta da lui. All'interno del missile Kitty riprende conoscenza giusto in tempo per essere contattata da Emma, che le spiega che gli aiuti arriveranno, ma non in tempo, e si offre di eliminare la paura dalla sua mente in modo che la giovane non sia spaventata da quanto dovrà fare. Ringraziando Emma, Kitty decide di rimanere se stessa e poco dopo si aggrappa al missile con tutta la sua forza e diventando intangibile riesce a fargli attraversare l'intero globo senza ferire nessuno. Al ritorno sulla Terra, gli X-Men reagiscono in modo differente alla perdita della giovane, ormai a detta di Iron Man, Mr. Fantastic e Dr. Strange completamente fusa con il metallo del missile e vagante nelle immense profondità dello spazio. Considerandola perduta, Colosso ripensa ai suoi momenti con lei, Wolverine si ubriaca nel tentativo di lenire il dolore ed Armor ormai parte del gruppo tenta di consolarlo con un bello scontro, mentre Ciclope decide di indossare nuovamente il visore visto che il ritorno dei suoi poteri è ormai imminente. Fra tutti gli X-Men, solo la cinica e glaciale Emma Frost è l'unica che si mostra apertamente distrutta dalla perdita di quella che considerava allo stesso tempo un'amica e una rivale. 
Alle domande di Peter al riguardo di un suo eventuale o prossimo ritorno, Ciclope risponde che secondo i calcoli dei migliori cervelli sul pianeta, Kitty ed il missile, ormai fusi in un unico essere, continueranno a vagare nel cosmo forse per sempre.

### Ritorno
Nel tentativo di conquistare la fiducia degli X-Men, Magneto decide di utilizzare i suoi poteri per far cambiare traiettoria al missile sul quale Kitty viaggia per riportarla sulla Terra. Immersosi in meditazione, richiama alla memoria la composizione chimica del metallo di cui è costituito (dopo averlo già studiato a bordo dell'astronave dell'Alto Evoluzionario ai tempi in cui cercava di riottenere i suoi poteri) attirandolo sempre più vicino all'atmosfera fino a quando giuntone in prossimità non lo spezza in due portando il corpo della ragazza su una delle cime del monte Tamalpais dove gli X-Men si erano riuniti. Incredula per essere ritornata sulla Terra e dall'amato Colosso, Kitty rimane sconvolta dal constatare la sua incapacità di parlare e ritornare corporea, forse dovuto al prolungato utilizzo del suo potere per mantenere il missile intangibile onde evitare collisioni con altri oggetti spaziali.

## Poteri e abilità
L'abilità mutante di Kitty consiste nell'attraversare qualsiasi oggetto solido si trovi sul suo cammino, riuscendo a "slegare" i propri atomi ed a passare tra gli spazi atomici di qualsiasi oggetto o materiale decida. Può anche estendere questo status d'intangibilità ad una dozzina di persone o di oggetti (aventi la stessa massa) attorno a lei, purché mantengano un contatto fisico. Riesce ad annullare i campi elettrici ed a mandare fuori controllo qualsiasi meccanismo elettronico stia attraversando, e grazie all'assenza di peso dovuto all'intangibilità, il suo corpo ha la capacità di levitare letteralmente nell'aria. Tuttavia se colpita violentemente o costretta ad attraversare materiali tossici (come l'adamantio), il suo fisico ne risente pesantemente. La sua capacità di attraversare le sostanze è inoltre influenzata dalla sua capacità di trattenere il respiro. Se non arriva ad ossigenare il suo organismo non riesce ad attraversare correttamente un materiale con il rischio che le sue molecole si fondano e la uccidano. Inoltre, quando si trova nella fase intangibile, Kitty è particolarmente resistente alla telepatia.
Se tutto ciò non bastasse a fare di lei un'ottima X-Woman, Kitty è anche dotata di un altissimo quoziente intellettivo, ed è un genio dei computer. Dopo la possessione di Ogun, ha sviluppato un notevole talento nelle arti marziali (nelle quali è stata addestrata dallo stesso Wolverine), e si è allenata a passare dalla forma tangibile a quella intangibile inconsciamente, per essere sempre pronta ad un eventuale pericolo. Come si vede in una delle scene su Astonishing X-Men, quando venne scoperta nei laboratori segreti della Benetech e le spararono contro, il suo organismo passò dalla forma corporea a quella intangibile istantaneamente. Kitty è anche una ballerina professionista.
Nel film X-Men - Giorni di un futuro passato ha la capacità di proiettare la coscienza di una persona indietro nel tempo riuscendo così ad eludere le sentinelle mandando la coscienza di Alfiere indietro di qualche giorno per informare il proprio gruppo sui pericoli imminenti, così da poter scappare prima ancora che i problemi insorgano. In seguito manda Wolverine indietro di 50 anni, l'unico a poter sopportare un simile impatto cerebrale dovuto a 50 anni di vissuto, grazie ai poteri della rigenerazione.

## Altre versioni

### Ultimate

#### Prima era Ultimate

Ultimate Kitty e Rogue. Disegni di Brandon Peterson.

La versione Ultimate di Kitty si presenta come un'adolescente di 14 anni che viene iscritta, dalla madre preoccupata che la sua mutazione intangibile la possa mettere in pericolo, alla scuola di Xavier a patto che non venga allenata come una combattente ma come una semplice alunna; tuttavia, insofferente per le regole dettate dalla madre e desiderosa di avventure, si unisce agli X-Men.
Come ogni adolescente della sua epoca (ed universo parallelo) ha una cotta per Spider-Man che accantona nel momento in cui conosce Bobby Drake con il quale ha una breve relazione, interrotta quando scopre che il ragazzo è ancora in contatto con la sua ex Rogue.
Sentendosi incompresa e sola fra gli X-Men, Kitty decide di chiamare Peter Parker e, poco tempo dopo, inizia una relazione con lui e comincia a lottare contro il crimine assieme a Spider-Man.
Dopo una serie di avvenimenti, fra i quali un incontro con dei vampiri e l'attacco di cuore di zia May, Kitty vede Peter baciare Mary Jane cosa che la fa diventare furibonda e la porta a troncare la loro relazione.
A causa di una "lite" con gli X-Men e in modo particolare per la presunta morte di Xavier, Kitty se ne va da Westchester.
Trasferitasi così nuovamente a casa propria, inizia a frequentare la scuola di Peter, tra lo stupore generale di tutta la classe (quella di Peter). Bersagliata dai comportamenti razzisti di Flash Thompson e Liz Allan, troverà un ancora di salvezza nel suo ex, con il quale si riappacifica dopo un paio di avventurose lotte al crimine, culminate contro Green Goblin, e in Kong suo ammiratore e innamorato.
Caratteristica di questa fase della serie Ultimate, è infatti la formazione di questo gruppetto di amici, estremamente dinamico e allegro, anche se con alcuni contrasti. Nonostante i dissapori passati Kitty riesce a creare una buona chimica di squadra, anche con personaggi meno frequenti come Johnny Storm o lo stesso Bobby Drake (con cui si è riappacificata).
Durante Ultimatum, Kitty e la Donna Ragno (Jessica Drew, uno dei cloni di Peter) collaborano per salvare le persone in pericolo per colpa dell'onda causata da Ultimate Magneto. Alla fine, (insieme a Colosso, Tempesta, Uomo Ghiaccio, Rogue e Jean Grey) rimane una dei mutanti sopravvissuti.

#### Seconda era Ultimate
Sei mesi dopo, Kitty frequenta ancora la scuola di Peter Parker ed è odiata e respinta da tutti per la sua natura mutante. Nonostante questo, decide di diventare un vigilante (che sembra la versione Ultimate di Sudario) per combattere il crimine e in un due occasioni salva Spider-Man da Mysterio. Quando degli agenti federali irrompono nella sua scuola per arrestarla durante la lezione, fugge con il suo amico Kenny McFarlane (che in seguito la abbandonerà per tornare a casa) dandosi alla macchia.
Durante la miniserie Ultimate Fallout, che narra le conseguenze della morte di Peter Parker, si riunisce con gli amici Bobby Drake e Johnny Storm, entrambi in cerca di un rifugio, e li conduce nelle gallerie sotterranee appartenute ai Morlock, mutanti che in passato si nascondevano nel sottosuolo per il loro aspetto.

#### Terza era Ultimate
Con le sentinelle alla loro caccia, i mutanti nella terza era dell'universo Ultimate sono costretti alla fuga o alla reclusione in campi di lavoro. Kitty convince l'Uomo Ghiaccio, la Torcia Umana e Rogue a uscire dal loro nascondiglio e a scontrarsi con il reverendo William Stryker, riuscendo infine a sconfiggerlo e ucciderlo. In seguito, dopo aver liberato i mutanti tenuti prigionieri dagli uomini di Stryker, Kitty guida i suoi due ex compagni X-Men, insieme a Jimmy Howlett, figlio del defunto Wolverine, nel sud-ovest degli Stati Uniti, dove le sentinelle Nimrod hanno ereditato la coscienza di Stryker al momento della sua morte e detengono i mutanti con la collaborazione dell'esercito. Durante questi eventi Kitty scopre la propria naturale indole di leader, grazie anche alla collaborazione di Nick Fury; sconfitte le sentinelle, si oppone all'offerta di Capitan America, diventato presidente degli USA, di sottoporsi a una cura per la propria mutazione.

### Giorni di un futuro passato
In questa realtà parallela, Shadowcat è conosciuta con il nome di Kate Pryde ed una dei pochi mutanti sopravvissuti al genocidio avvenuto ad opera delle Sentinelle all'interno del loro campi di concentramento. Grazie all'aiuto di Rachel Summers, del marito Colosso e dall'amico Wolverine, la sua psiche viene scambiata con quella della sua controparte su Terra-616 in modo da prevenire l'uccisione del senatore Robert Kelly per mano di Mystica e della Confraternita dei mutanti. Dopo aver avuto successo nella sua impresa, torna nella sua realtà d'origine e, stretto un accordo con la forza Fenice, spedisce indietro Rachel Summers. Catturata dalle Sentinelle, Kate riesce a fuggire utilizzando la sua intangibilità che però provoca l'apertura di un varco temporale nel quale la sua psiche si fonde con alcune parti robotiche dando vita alla sfera cibernetica conosciuta come Widget. Giunta nuovamente su Terra-616 ma senza memoria, si unisce ad Excalibur per poi ritornare nella propria realtà dopo aver riguadagnato i propri ricordi, dove riesce a riprogrammare le Sentinelle in modo da far loro salvaguardare il genere mutante.

### House of M
Dopo l'intervento di Scarlet volto a modificare la realtà di Terra-616 in quella di House of M in cui i mutanti sono la specie dominante presente sul pianeta, Kitty si ritrova calata nei panni di una insegnante di scuola elementare a Cincinnati, nell'Ohio. Assieme a molti altri eroi, Kitty viene "risvegliata" dall'intervento di Layla Miller e decide di prendere parte allo scontro sull'isola di Genosha per riportare la realtà al suo stato originale. Kitty è fra i pochi a ricordare gli avvenimenti precedenti al secondo cambio di realtà operato da Scarlet che portò alla decimazione dei mutanti.

### X-Men: The End
In questo futuro alternativo, Kitty diventa il sindaco di Chicago e dopo il presidente degli Stati Uniti. Durante la campagna elettorale, vengono mostrati i suoi tre figli ma non il marito o il fidanzato.

## Altri media

### Cinema
Nella serie di film X-Men, Kitty Pryde è interpretata da Sumela Kay, Katie Stuart e Elliot Page. Compare in:
- X-Men (2000), diretto da Bryan Singer. Quando Wolverine giunge alla X-Mansion il personaggio appare in un breve cameo interpretata da Sumela Kay;

- X-Men 2 (2003), diretto da Bryan Singer. Kitty appare in un breve cameo interpretata da Katie Stuart; la si vede fuggire attraverso le pareti quando i militari guidati da William Stryker assaltano notte tempo la scuola. È tra i tanti studenti che riesce a fuggire insieme a Colosso.

- X-Men - Conflitto finale (2006), diretto da Brett Ratner. Kitty è un personaggio primario e viene interpretata da Elliot Page. È una dei giovani studenti a essere ammessi nella squadra degli X-Men; sembra entrare molto in sintonia con Bobby Drake, cosa che suscita la gelosia di Rogue.
- X-Men - Giorni di un futuro passato (2014), diretto da Bryan Singer. Kitty compare nelle scene ambientate nel 2023 interpretata da Elliot Page, in un futuro distopico dove i mutanti sono in via d'estinzione in quanto braccati dalle Sentinelle. Ha sviluppato un nuovo potere che le permette di mandare la coscienza di una persona indietro nel tempo nel suo sé stesso del passato. Sarà lei a mandare Wolverine indietro nel 1973 per impedire il futuro apocalittico. Nel film inoltre viene mostrato che si è ufficialmente fidanzata con Bobby.

### Televisione
- L'Uomo Ragno e i suoi fantastici amici
- L'audacia degli X-Men
- X-Men: Evolution
- Wolverine e gli X-Men
- Super Hero Squad Show
- Marvel Super Heroes: What The--?!

### Videogiochi
- X-Men II: The Fall of the Mutants
- X-Men Legends II: L'Era di Apocalisse
- Marvel: Avengers Alliance
- Marvel Heroes
- Marvel Puzzle Quest
- Marvel: Sfida dei campioni
- Marvel Future Fight
- Marvel Strike Force
- Marvel Snap